# Kellenbach
Kellenbach là một đô thị thuộc huyện Bad Kreuznach trong bang Rheinland-Pfalz, phía tây nước Đức. Đô thị Kellenbach có diện tích 8,34 km², dân số thời điểm ngày 31 tháng 12 năm 2006 là 285 người.